# Арметбаш
Арметбаш (баш. Əрметбаш) — упразднённый хутор в Ишимбайском районе Башкирской АССР (ныне Башкортостан). Входил в Арметовский сельсовет. Находился в верховьях реки Малая Арметка, откуда и название.

## Географическое положение
Расстояние до:
- районного центра (Ишимбай): 60 км,
- центра сельсовета (Нижнеарметово): 13 км,
- ближайшей ж/д станции (Стерлитамак): 58 км,

## История
Выселок возник после переписи 1920 года.
По данным Ишимбайской энциклопедии, основан в 1950-е годы на территории Макаровского района, в 1961 году включён в учётные данные.
11 декабря 1987 года Председатель Президиума Верховного Совета Башкирской АССР подписал «Указ об исключении из учетных данных некоторых населенных пунктов» № 6-2/481, в число которых вошёл и хутор Арметбаш.

## Население
| 1959 |
| ---- |
| 159  |

По данным на 1 января 1969 года проживали 103 человека. Преобладающая национальность — башкиры.
- Башкирская АССР: административно-территориальное деление на 1 января 1969 года Архивная копия от 28 февраля 2021 на Wayback Machine: [справочник / ред. А. И. Захаров]. — Изд. 5-е. — Уфа: Башкирское книжное издательство, 1969. — 429, [2] с.: табл. преим. — Алф. указ.: с. 348—430. С.187